# Воронежское Маланино
Воро́нежское Мала́нино — опустевшая деревня Хлевенского района Липецкой области России. Входит в состав Синдякинского сельсовета. По данным всероссийской переписи за 2010 год население деревни отсутствовало.

## География
Расположен в пределах Средне-Русской возвышенности в подзоне лесостепи, на правом берегу реки Воронеж. Примыкает к южной окраине села Синдякино.

## Название
Первые части названий деревни Воронежское Маланино и села Елецкое Маланино говорят об уезде, в который входили эти населенные пункты до выделения Задонского уезда из Воронежского и Елецкого в 1779 году. Вторая часть названия — патронимическая, от фамилии Маланин.

## История
Известно по документам с 1762 г.

## Население
| 2009 | 2010 |
| ---- | ---- |
| 0    | →0   |

## Инфраструктура
Обслуживается почтовым отделением 399262 в селе Синдякино (Центральная ул, 26).
Было личное подсобное хозяйство.

## Транспорт
Ближайшая остановка общественного транспорта — «Синдякино», находится в центре сельсовета Синдякино.